# Battaglia di Formigny
La battaglia di Formigny, svoltasi il 15 aprile 1450, fu una battaglia della guerra dei cent'anni e rappresentò una decisiva vittoria per i Francesi.

## Antefatti
La successione al trono di Francia fu la miccia che accese le polveri della Guerra dei cento anni, nel XIV secolo. Le ostilità scoppiarono tra Edoardo III Plantageneto e la casata dei Valois, allora regnante in Francia. Dopo alterne vicende, nel XV secolo, le rivendicazioni avanzate da Enrico V di Lancaster sui territori francesi, in parte fondate, erano viziate dal fatto che un Lancaster aveva assassinato Riccardo II di Inghilterra ed usurpato il trono inglese.
La posta in gioco era in realtà puramente economica, poiché i costi ingenti degli uomini in arme gravavano sui bilanci dei due contendenti. In aggiunta, la differenza culturale tra i francesi ed i Godons (gli Inglesi che occupavano alcune regioni della Francia; a quanto pare il soprannome scaturisce dal loro modo caratteristico di pronunciare a denti stretti l'imprecazione God damned) suscitò un sentimento di insofferenza nei confronti di questi ultimi. La scomparsa nel 1435 del reggente inglese, il duca di Bedford, favorì l'insorgere di un moto nazionalista, subito represso nel sangue (la testa di un ribelle francese valeva 6 sterline, ossia 4 settimane di paga di un soldato).
Il conflitto tra la corona inglese e quella francese dissanguò le finanze dei due paesi: il 28 maggio 1444 Carlo VII di Francia ed Enrico VI d'Inghilterra decisero di firmare la tregua di Tours, valevole per un periodo di 5 anni, ovverosia fino al giugno 1449. La posizione inglese fu però ulteriormente indebolita dal risentimento dei Lord nei confronti del re, della regina d'origine francese e del suo consigliere Suffolk. Di lì a poco l'Inghilterra sarebbe stata squassata dalla guerra civile, nota come la guerra delle due rose (1455-1485).
Nel contempo, il conestabile Arthur de Richemont procedeva a riorganizzare l'esercito francese, creando delle compagnie d'ordinanza, e dotandolo di quella che fu la prima artiglieria da campagna; ciò grazie all'opera dei fratelli Bureau ed all'invenzione del carrello per le colubrine, ideato dal genovese Louis Giribaut.

## Inizio delle ostilità
Il 25 marzo 1449 si verificò la rottura della tregua anzitempo pattuita tra Francia e Inghilterra: la città bretone di Fougères fu occupata da François de Surienne detto l'Aragonese, capitano di Verneuil, cavaliere dell'Ordine della giarrettiera e noto per essere un razziatore. La manovra, compiuta ai danni del duca François di Bretagna non piacque a Carlo VII, che prese le difese del suo vassallo. Edmond de Somerset, governatore di Rouen, di cui François de Surienne era luogotenente, replicò al monarca francese con le seguenti parole: “Disconosco coloro che l'hanno presa, sono felice della presa e non lo sarò di renderla”.
Ricominciavano così le ostilità tra i due grandi Stati europei. Questa volta la Francia si presentava con quattro eserciti, pronte a muovere, ordinate e disciplinate. Il 15 maggio dello stesso anno, Robert de Floques, balivo di Évreux, conquistò Pont-de-l'Arche, e soprattutto Conches. Seguì a breve la caduta di Verneuil, Pont-Audemar, Lisieux ed infine Rouen, il 29 ottobre, ove Carlo VII entrava solennemente il 10 novembre. Alla Normandia, ora francese fino al fiume Dives, si aggiungeva la liberazione del sud del Cotentin, grazie alle armate del conestabile di Francia. I castelli e le città tenuti dalle guarnigioni inglesi, isolate, demotivate ed abbandonate da Londra, si riducevano alle località di Caen, Falaise, Vire, Bayeux, Avranches, Bricquebec, Saint-Sauveur-le-Vicomte e Cherbourg.
L'unico aiuto giunto da oltremanica alle truppe inglesi fu lo sbarco a Cherbourg, nel marzo del 1450, di un corpo di spedizione di circa 3000 uomini, guidato dal capitano Sir Thomas Kyriel. Il contingente si soffermò nel Cotentin, ove si dedicò a riconquistare alcune piazzeforti in precedenza perdute, quali Valogne (dal 27 marzo al 5 o 12 aprile; quivi subì delle perdite), prima di mettersi in marcia verso Bayeux e Caen. Kyriel ricevette inoltre circa 2000 cavalieri di rinforzo, forniti da Richard Vere, luogotenente di Somerset (il quale si trovava ora a Caen, in seguito alla caduta di Rouen nel 1449), Matthew Goth, governatore di Bayeux ed Henry Norbery. Il 12 aprile le forze inglesi si trovarono a transitare nei pressi di Carentan. Qui la retroguardia di Kyriel si disimpegnò da un tentativo di sortita da parte della città.
A nulla poté un contingente francese di circa 3000 uomini, inviato in soccorso sotto il comando del conte Jean de Clermont, genero del re. Gli Inglesi passarono indisturbati i guadi di Les Veys il 14 aprile, in direzione di Bayeux e Caen, favoriti anche dall'andamento della marea, che impedì l'intervento francese. Clermont si mise a tallonare l'esercito nemico, evitando prudentemente qualsiasi contatto. Nel contempo chiese l'aiuto del conestabile Richemont, che da Coutances era giunto a Saint-Lô, sita a circa 19 miglia a sudovest del villaggio di Formigny. La richiesta prevedeva che le truppe di Richemont andassero a tagliare la strada agli Inglesi subito dopo Bayeux. Richemont, cominciò una lunga cavalcata, mentre Clermont tratteneva a stento le sue truppe dall'intraprendere lo scontro con il contingente inglese.

## La battaglia
Gli Inglesi posero le tende nella piana di Longueville, a 10 miglia circa da Formigny, con l'intento di ripetere i fasti di Crecy (1346) ed Agincourt (1415). Clermont invece sostò a Carentan, a circa 15 miglia ad ovest del campo di Kyriel. Il giorno successivo la fanteria e la cavalleria inglesi partirono per Bayeux. In quel momento sopraggiunse l'avanguardia francese, che aveva già attraversato il Petit Vey, sorprendendo alle spalle le truppe nemiche. L'evento costrinse il capitano Kyriel a richiamare la cavalleria ed a dislocare le sue truppe verso ovest, sulla riva destra del ruscello che scorre nella valle di Formigny, in attesa del nemico. In questo lasso di tempo, di circa 3 ore, gli Inglesi scavarono dei fossati e crearono delle trappole. Lo schieramento delle truppe inglesi era avvenuto secondo i canoni tradizionali, ossia gli arcieri sul davanti disposti secondo tre cunei e protetti da pali e fossati, fanteria e cavalieri smontati sul retro, mentre una riserva di cavalieri montati costituiva l'ala sinistra, verso sud. L'ala destra, un po' arretrata, era appoggiata ad un fortino in legno, forse munito di cannoni: un taudis.
Clermont perseverò nella condotta prudente, evitando sempre a fatica che la sua cavalleria caricasse immediatamente le forze inglesi. Un primo attacco dell'esercito francese, eseguito per saggiare la consistenza del nemico, fu respinto facilmente; lo stesso esito ebbe una carica di cavalleria condotta sui fianchi dello schieramento inglese. Per contro, Clermont fece arretrare le sue truppe a trenta tratti di balestra dal nemico, onde sottrarre i soldati dalla pioggia di frecce inglesi. In simultanea avanzò l'artiglieria, protetta dalla fanteria. Le colubrine, una volta a tiro, cominciarono a bersagliare gli Inglesi, i quali tentarono invano di neutralizzarle mediante gli arcieri. L'artiglieria, sotto la supervisione di Giribaut, era divenuta una spina nel fianco dell'esercito inglese: al ritmo di un colpo ciascuna ogni 8 minuti, stava devastando lo schieramento nemico, con somma preoccupazione di Kyriel. Le armi, essendo a retrocarica, consentivano per l'epoca un buon volume di fuoco. Il capitano inglese, tenuto conto delle grosse perdite subite e dell'immobilità dei Francesi, decise di inviare un centinaio di soldati armati di roncone per far tacere definitivamente le colubrine. Gli armigeri inglesi ebbero ragione degli avversari e misero le mani sull'artiglieria francese. La reazione di Clermont non si fece attendere e a sua volta mandò con successo la cavalleria, guidata da Pierre de Brézé, conte di Maulévriere e nuovo governatore francese di Rouen, a recuperare quanto perduto.
L'assenza di notizie sul conestabile preoccupava Jean de Clermont, a cui si aggiungeva la preoccupazione per l'arrivo di un presunto rinforzo inglese proveniente da sud. Egli poteva infatti udire le urla di gioia dei soldati nemici presenti sulla cresta della collina di Engranville. La contentezza degli Inglesi scomparve quasi subito: non erano i soldati inviati di supporto da Somerset, bensì i 1800 armati di Richemont, in marcia da Saint-Lô verso Tréviéres. Il conestabile, dopo una veloce analisi della situazione, discese dalla collina con 1500 cavalieri bretoni, più la fanteria. L'avanguardia, guidata da La Tremoille, si diresse sul ponte di pietra presidiato da Matthew Goth, uccidendo un centinaio di Inglesi, quindi si ricongiunse a Clermont sull'altra riva. L'urto delle truppe bretoni fece ripiegare in disordine l'ala sinistra inglese.
A questo punto, Sir Kyriel decise di far indietreggiare l'insieme delle sue truppe sulla riva sinistra del rivo, affluente dell'Aure, e di ammassarle nel villaggio di Formigny. Con tale manovra commise però un grave errore tattico, in quanto permise il ricongiungimento tra Francesi e Bretoni, lasciò senza protezione i suoi arcieri, peraltro non utilizzabili fin tanto che non si fosse compiuta la manovra di ripiegamento, ed infine frammentò la sua armata in piccoli gruppi, tutti intenti ad attraversare il corso d'acqua e i frutteti della zona.
Richemont e Clermont riuniti, attaccarono insieme, riprendendosi il ponte di Formigny (vicino all'attuale cappella costruita in ringraziamento da Jean de Clermont dopo la battaglia), precedentemente riconquistato da Goth, e aprendosi la strada verso lo schieramento nemico. Gli alleati attaccarono poi la linea principale inglese, con Richemont a sinistra e Brézé a destra. Malgrado una coraggiosa resistenza, gli Inglesi furono decimati nei giardini del villaggio e si sbandarono. La presa del piccolo fortino costruito dietro le loro linee sancì la disfatta. Matthew Goth e Robert Vere, capi della riserva inglese, riuscirono a salvare una parte dell'esercito, facendolo ripiegare in buon ordine fino a Bayeux. Kyriel, ferito, fu fatto prigioniero insieme a numerosi nobili inglesi, per un totale di circa 1200-1400 combattenti.
I resti del contingente inglese furono braccati e massacrati dai contadini locali e dalla marmaglia in cerca di bottino, che si era accodata all'esercito francese. Pare che in tale frangente, circa 500 arcieri gallesi che volevano arrendersi fossero uccisi.
Il bilancio della battaglia vide le perdite francesi attestarsi tra i 500 ed i 600 uomini; quelle inglesi assommarsi a 3774 uomini, sepolti in 14 fosse comuni a sud del villaggio.

## Le conseguenze
La sconfitta di Formigny ebbe un esito disastroso per l'Inghilterra: le guarnigioni superstiti di Normandia non ebbero più alcuna speranza di ricevere rinforzi dalla madrepatria.
Clermont e Dunois si ricongiunsero ed entrarono a Bayeux.
Caen si arrese a Dunois il 1º luglio e Carlo VII vi entrò il 6 agosto. In quella occasione il sovrano amnistiò agli abitanti "tutti i casi, fatti e delitti commessi e perpetrati tanto in generale quanto nel particolare al Nostro incontro (...) prima della resa delle città e dei castelli". Lo stesso fece per i mercanti di Bernay, che avevano approvvigionato gli Inglesi. Somerset intanto si era rifugiato a Calais.
Falaise si arrese il 27 luglio. Thierri de Robessart, il cui padre aveva ricevuto in dono il castello da Enrico V, dovette rendere Saint-Sauveur-le-Vicomte ai Francesi, dopo una breve resistenza.
L'esercito francese si accinse quindi ad assediare Cherbourg, nel mese di luglio. L'attacco, condotto dal lato della spiaggia, fu eseguito con l'impiego di alcune bombarde. L'azione bellica spiazzò la guarnigione inglese, che riteneva il lido un punto inaccessibile. La città si arrese il 12 agosto, dopo alcune trattative.
Richemont fu nominato governatore di Normandia e Gran Siniscalco.
Tre anni dopo, con la battaglia di Castillon, l'Inghilterra sarà cacciata dall'Aquitania.
La battaglia di Formigny fornì una notevole fonte d'ispirazione per i cronisti ed i poeti del tempo. Una serie di arazzi a tema rimase custodita nel castello di Fontainebleau fino all'epoca della Rivoluzione francese.

## Galleria d'immagini

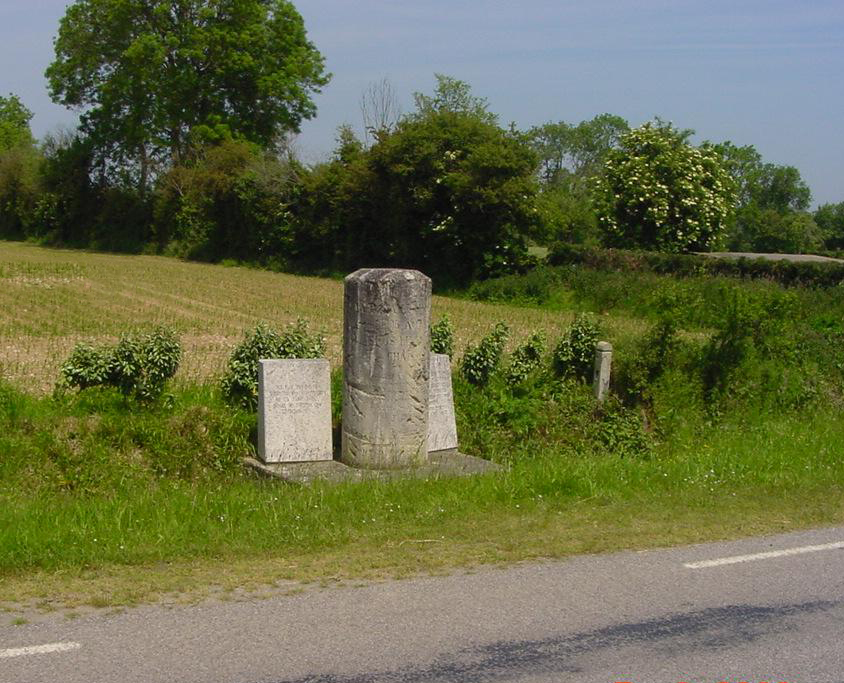
Questo piccolo memoriale denota il campo di battaglia.
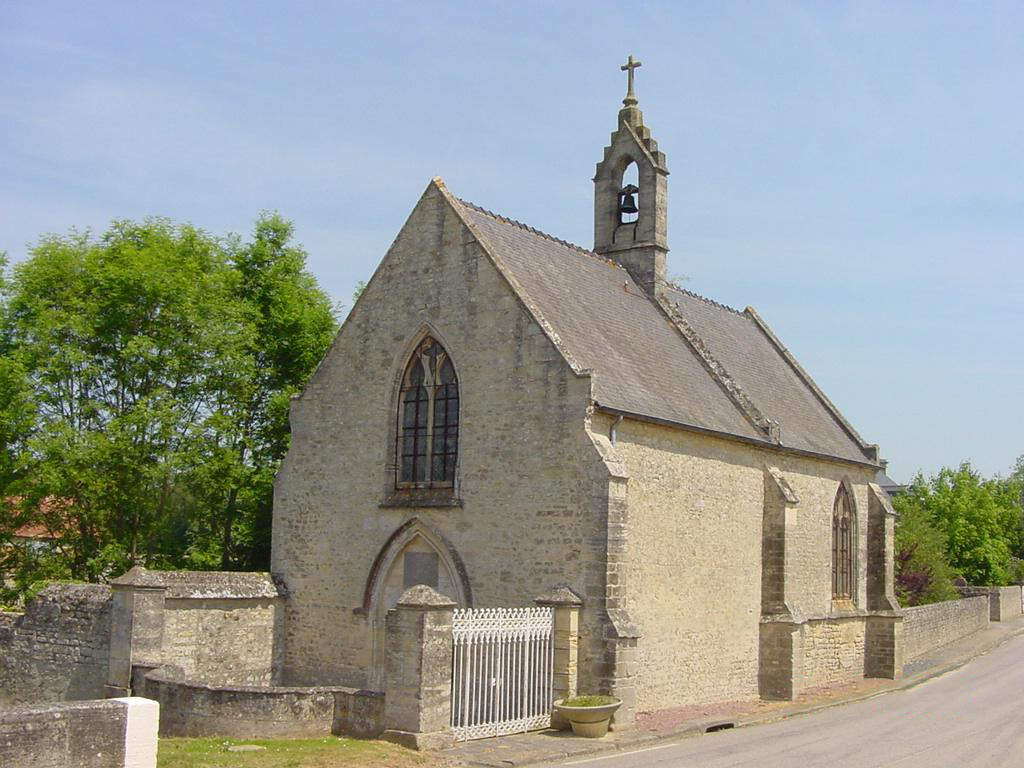
La cappella che Clermont fece costruire nel 1486 per commemorare la vittoria.